# Mark James Elgar Coode
Mark James Elgar Coode (1937) es un botánico galés.

## Biografía
Autoridad en Elaeocarpaceae, se retiró de su cargo como Oficial Científico Principal en el Herbario de Kew en septiembre de 1998. Coode emprendió un extenso trabajo de campo por el sudeste de Asia, región donde adquirió la responsabilidad de dirigir el trabajo y recaudar fondos.
Coode asistió a la Universidad de Cambridge (BA 1961) antes de incorporarse a la Universidad de Edimburgo, donde asistió al Dr. Peter H. Davis con los dos primeros volúmenes de su "Flora de Turquía". En 1966, fue nombrado botánico Senior de la División de Botánica del Departamento Forestal en Lae, Nueva Guinea. Allí trabajó en Melanesia terminalia y fue autor de un manual para los silvicultores de las combretáceas, así como recolectando especímenes en varias partes de Nueva Guinea, Nueva Irlanda y Papúa.
Fue designado en el herbario de Kew Gardens en 1975; y, en 1977 fue editor del Boletín de Kew, papel que ocupó hasta 1990. En la actualidad vive cerca de Monmouth en la frontera con Inglaterra.

## Algunas publicaciones
- 1972. Notes on the Flora of Two Papuan Mountains. Papua and New Guinea Scientific Soc. Proc. 23. Con Peter Francis Stevens. 8 pp.

### Libros
- 1996. A checklist of the flowering plants & gymnosperms of Brunci Darassalam. Ed. il. de Ministry of Industry & Primary Res. 477 pp.

- 1965. Flora of Turquey and the East Aegean Islands... Con J. Cullen, Peter Hadland Davis. Ed. Univ. Press, 567 pp.
- La abreviatura «Coode» se emplea para indicar a Mark James Elgar Coode como autoridad en la descripción y clasificación científica de los vegetales.[3]